# アウロラ・ケソン

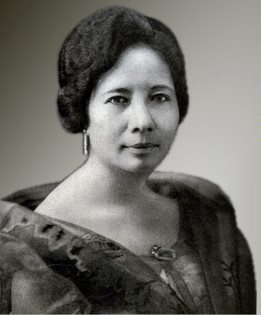
アウロラ・ケソン（1888年2月19日ー1949年4月28日）

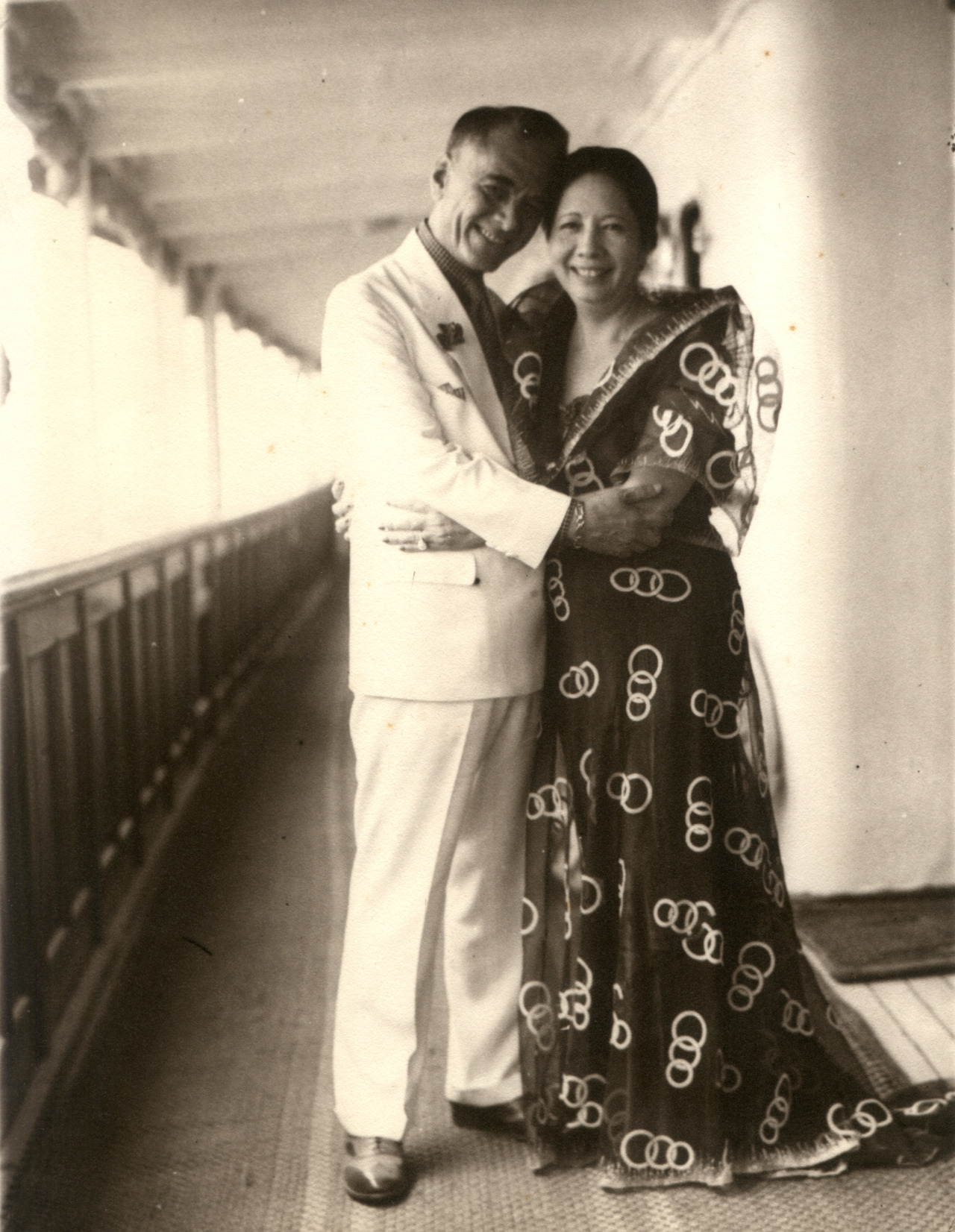
マニュエルとアウロラ・ケソン

アウロラ・アントニア・ケソン（フィリピン語：Aurora Antonia Quezon、1888年2月19日 - 1949年4月28日）は、旧姓：デ・アラゴン・イ・モリーナで、マニュエル・ルイス・ケソンの妻で、彼が1935年から1944年までフィリピンの大統領であった時にファーストレディを務めた。

## 概要
アウロラ・アントニア・ケソンは、旧姓：デ・アラゴン・イ・モリーナ（de Aragon y Molina）で、フィリピン独立革命中にタバス州バレル（Baler）に革命家の父ペドロ・アラゴン（Pedro Aragón）とゼナイダ・モリナ（Zenaida Molina）の間に生まれた。後に同郷のマニュエル・ルイス・ケソンと結婚して、彼が1935年から1944年までフィリピン大統領であった時にファーストレディを務めた。フィリピン人全般に大いに愛されて、人道活動への関与で知られており、フィリピン赤十字社（Philippine Red Cross）の初代議長も務めた。
夫の死から5年後、彼女と娘ひとりは、夫の名前を冠した病院の開所式に赴く途中に暗殺された。アウロラ州、ケソン市のアウロラ大通り（Aurora Boulevard）、アウロラ記念国立公園などは、彼女を記憶するように名付けられている。